# Симиёган
Симиёган (Симиеган, Сими-Ёган) — река в Ямало-Ненецком АО России, правый приток Надыма. Небольшой участок у истока в Сургутском районе ХМАО.
Длина реки составляет 166 км, площадь водосборного бассейна 2090 км².
Устье реки находится в 400 км по правому берегу реки Надым.

## Притоки
- 27 км: Итыёган (пр)
- 41 км: Янгъёган (пр)
- 58 км: Насельска-Капойяха (пр)
- 70 км: Нюдя-Капойяха (пр)
- 119 км: Нгарка-Текушеяха (лв)
- 130 км: Яётояха (пр)
- 151 км: река без названия (лв)
- 153 км: река без названия (пр)

## Данные водного реестра
По данным государственного водного реестра России относится к Нижнеобскому бассейновому округу, водохозяйственный участок реки — Надым. Речной бассейн реки — Надым.
Код объекта в государственном водном реестре — 15030000112115300047613.